# Emblethis verbasci
Emblethis verbasci är en insektsart som först beskrevs av Fabricius 1803. Enligt Catalogue of Life ingår Emblethis verbasci i släktet Emblethis och familjen Rhyparochromidae, men enligt Dyntaxa är tillhörigheten istället släktet Emblethis och familjen fröskinnbaggar. Arten är reproducerande i Sverige. Inga underarter finns listade i Catalogue of Life.

## Bildgalleri

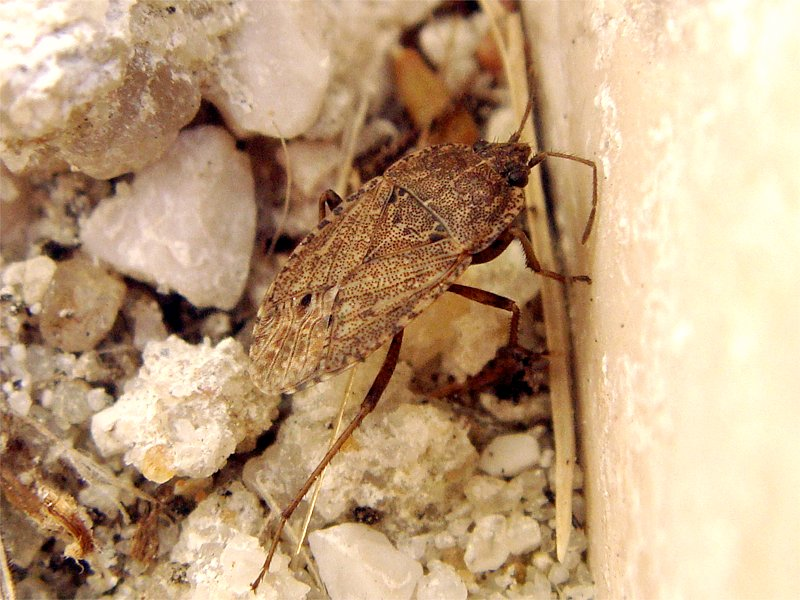